# Plakatmuseum in Wilanów

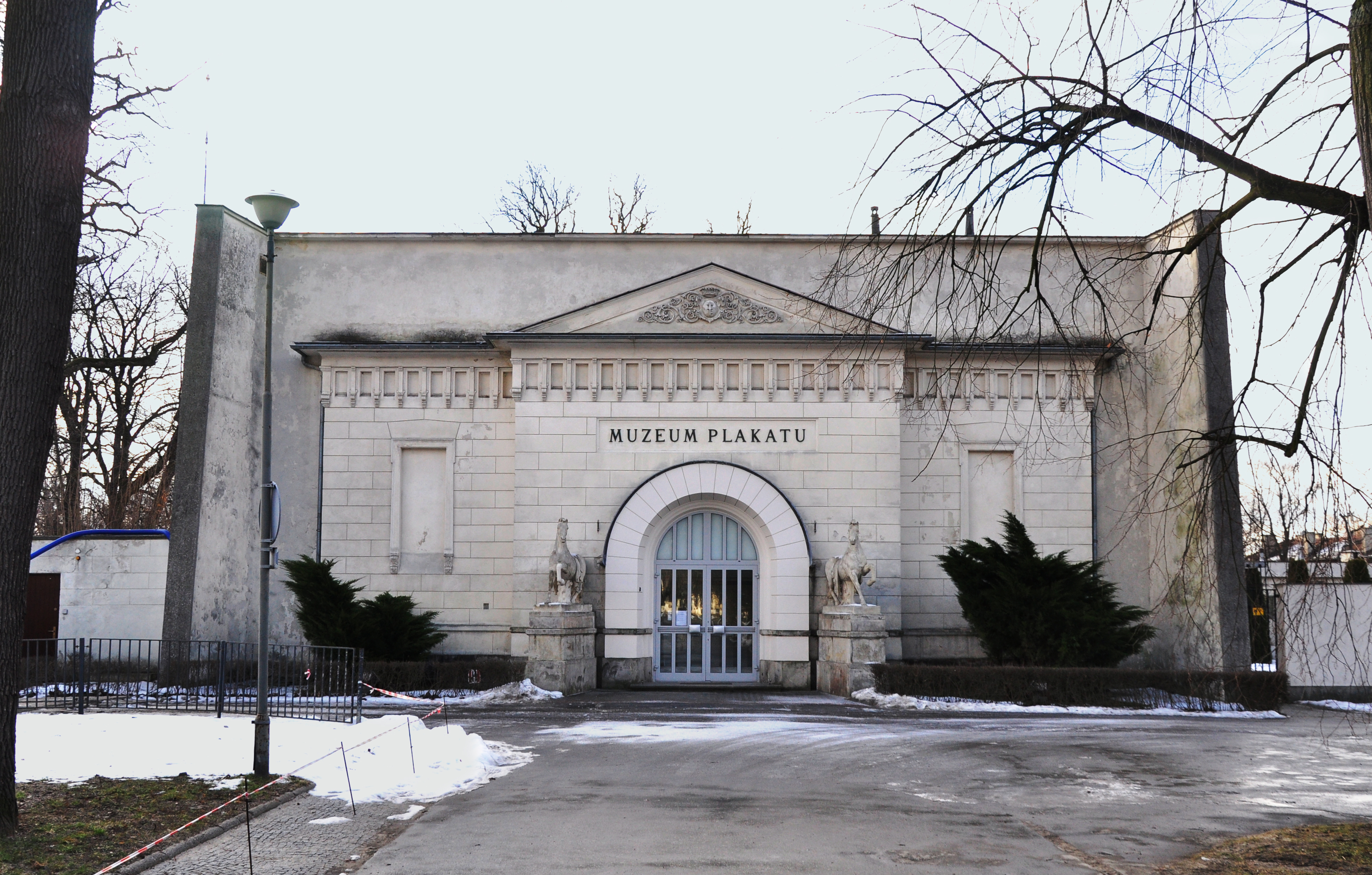
Plakatmuseum in Wilanów

Das Plakatmuseum in Wilanów ist der Kunst des Plakates gewidmet. Es sammelt Plakate aus Polen und aus aller Welt. Es befindet sich im umgebauten Gebäude der ehemaligen Reitschule auf dem Gelände des Königsschlosses Wilanów in Warschau.
Es wurde 1968 als Zweigstelle des Nationalmuseums Warschau eröffnet.
Die Sammlungen umfassen derzeit (2022) etwa 62.000 Plakate. In allen geraden Jahren wird seit 1994 vom Museum ein internationaler Wettbewerb – die Internationale Biennale des Plakates – unter der Schirmherrschaft des International Council of Graphic Design Associations (Icograda) veranstaltet.
Das Gebäude ist ein modernes Bauwerk, verborgen hinter einer Empire-Fassade des Gebäudes aus dem 19. Jahrhundert, das 1848 vom Architekten Francesco Maria Lanci errichtet wurde.